# Contea di Langao
La contea di Langao (岚皋县S, Lán'gāo XiànP) è una contea della Cina, situata nella provincia dello Shaanxi e amministrata dalla prefettura di Ankang.